# Chalcoscirtus catherinae
Chalcoscirtus catherinae är en spindelart som beskrevs av Prószynski 1999 [2000. Chalcoscirtus catherinae ingår i släktet Chalcoscirtus och familjen hoppspindlar. Inga underarter finns listade i Catalogue of Life.